# Salacia macrocremastra
Salacia macrocremastra là một loài thực vật có hoa trong họ Dây gối. Loài này được Lombardi mô tả khoa học đầu tiên năm 2009.